# 史詠
史詠（1382年—？），字永言，直隸應天府溧陽縣福賢鄉五都一保人，明朝政治人物。進士出身。

## 生平
應天府鄉試二十四名。永樂十年（1412年）壬辰科會試三十二名，殿試登進士第三甲第二十九名。

## 家族
曾祖史春澤。祖父史晨卿。父亲史仲琰。